# Região Metropolitana de Seattle
A região metropolitana de Seattle está localizada no estado norte-americano de Washington. Inclui, além de Seattle, os condados de King, Pierce e Snohomish, na região do Puget Sound. O United States Census Bureau define o nome oficial da região metropolitana de Seattle como Área Estatística Metropolitana de Seattle–Tacoma–Bellevue (em inglês: Seattle–Tacoma–Bellevue, WA Metropolitan Statistical Area), cuja população é de 3 500 026 habitantes (2012), mais da metade da população do estado, tornando-se a décima maior área estatística metropolitana dos Estados Unidos.

## Censos estatísticos
De acordo com o censo nacional de 2010, existiam na região metropolitana 3 439 809 pessoas, 1 357 475 residências e 845 966 famílias. A composição étnica era formada por:
- Brancos: 71,9% (excluindo hispânicos);
- Afro-americanos: 5,6%;
- Povos nativos dos Estados Unidos: 1,1%;
- Asiáticos: 11,4% (2,3% chineses, 2,0% filipinos, 1,6% vietnamitas, 1,5% indianos, 1,5% coreanos, 0,8% japoneses);
- Hispânicos ou latinos (de qualquer raça): 9% (6,4% mexicanos, 0,5% porto-riquenhos, 0,4% espanhóis, 0,2% salvadorenhos, 0,1% guatemaltecos, 0,1% peruanos;
- Habitantes das ilhas do Pacífico: 0,8% (0,3% samoanos, 0,2% chamorros, 0,1% havaianos);
- Multirraciais: 5,3%;
- Outras raças: 3,8%

Em 2010, a renda média das residências da região metropolitana era de 63 088 dólares. enquanto a renda média por família era $ 76 876. A renda per capita da região metropolitana de Seattle era US$32 401.

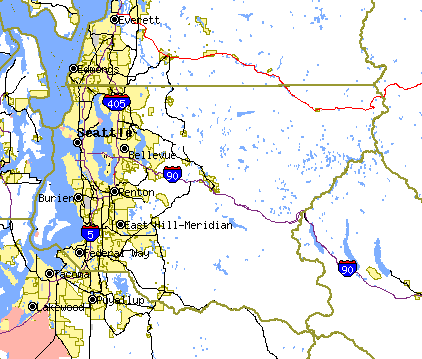
Mapa do Metrô de Seattle.

Conforme definido pelo United States Census Bureau, a área metropolitana de Seattle é formada pelas seguintes municipalidades:
- Seattle-Bellevue-Everett:
  - Condado de King: nas vizinhanças de Seattle;
  - Condado de Shonomish: condado a norte de Seattle;
- Tacoma:
  - Condado de Pierce: condado a sul de Seattle.

Baseado em padrões de deslocamento, as regiões metropolitanas adjacentes de Olympia (capital do estado), Bremerton, e Mount Vernon, juntamente com algumas áreas urbanas menores, são agrupadas em uma região de mercado de trabalho mais ampla conhecida como a Área Estatística Combinada  de Seattle-Tacoma, Olympia (CSA), vulgarmente conhecida como região de Puget Sound. A população desta região é de 4 269 349 habitantes, quase dois terços da população de Washington (2012). O Seattle CSA é a 12ª maior CSA do país. As áreas metropolitanas e micropolitanas adicionais incluídas no Seattle CSA são:
- Área metropolitana de Bremerton–Silverdale:
  - Condado de Kitsap: está localizada a oeste de Seattle, (sendo separado deste pelo Puget Sound) e está ligado ao mesmo apenas por balsa e a Tacoma pela Ponte Tacoma Narrows;
- Área metropolitana de Olympia:
  - Condado de Thurston: localizado a sudoeste de Seattle, a sul do Puget Sound;
- Área metropolitana de Mount Vernon–Anacortes:
  - Condado de Skagit;
- Área micropolitana de Oak Harbor:
  - Condado de Island: a noroeste de Everett, abrangendo as ilhas de Camano e Whidbey no Puget Sound;
- Área micropolitana de Shelton
  - Condado de Mason: a oeste de Tacoma e noroeste de Olympia.

## Cidades

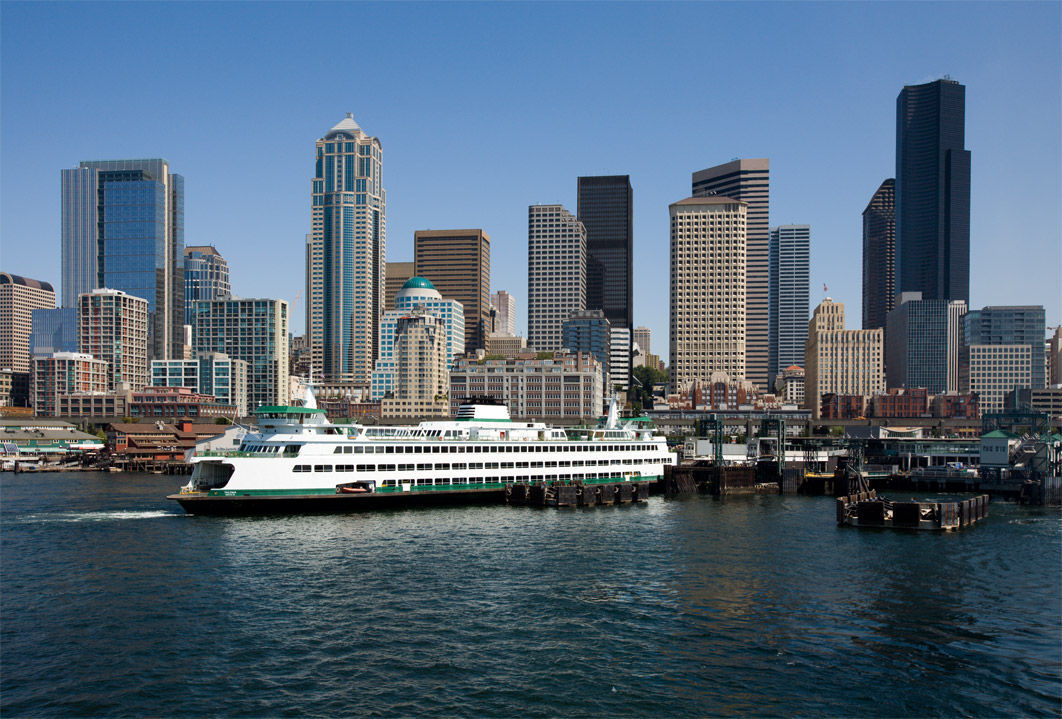
Seattle

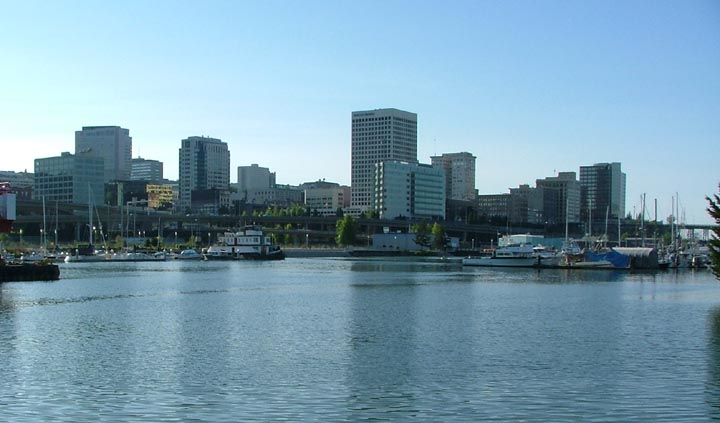
Tacoma

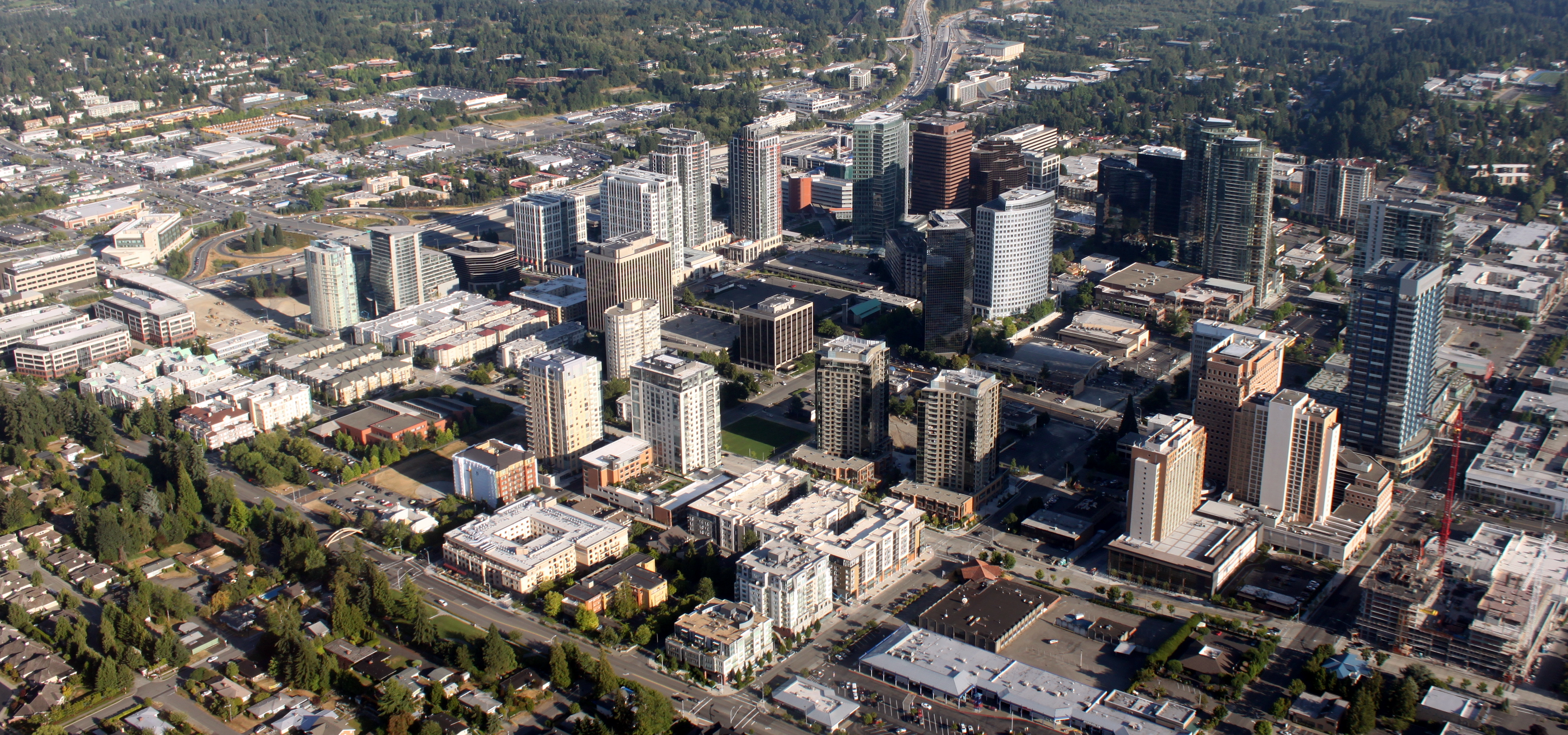
Bellevue

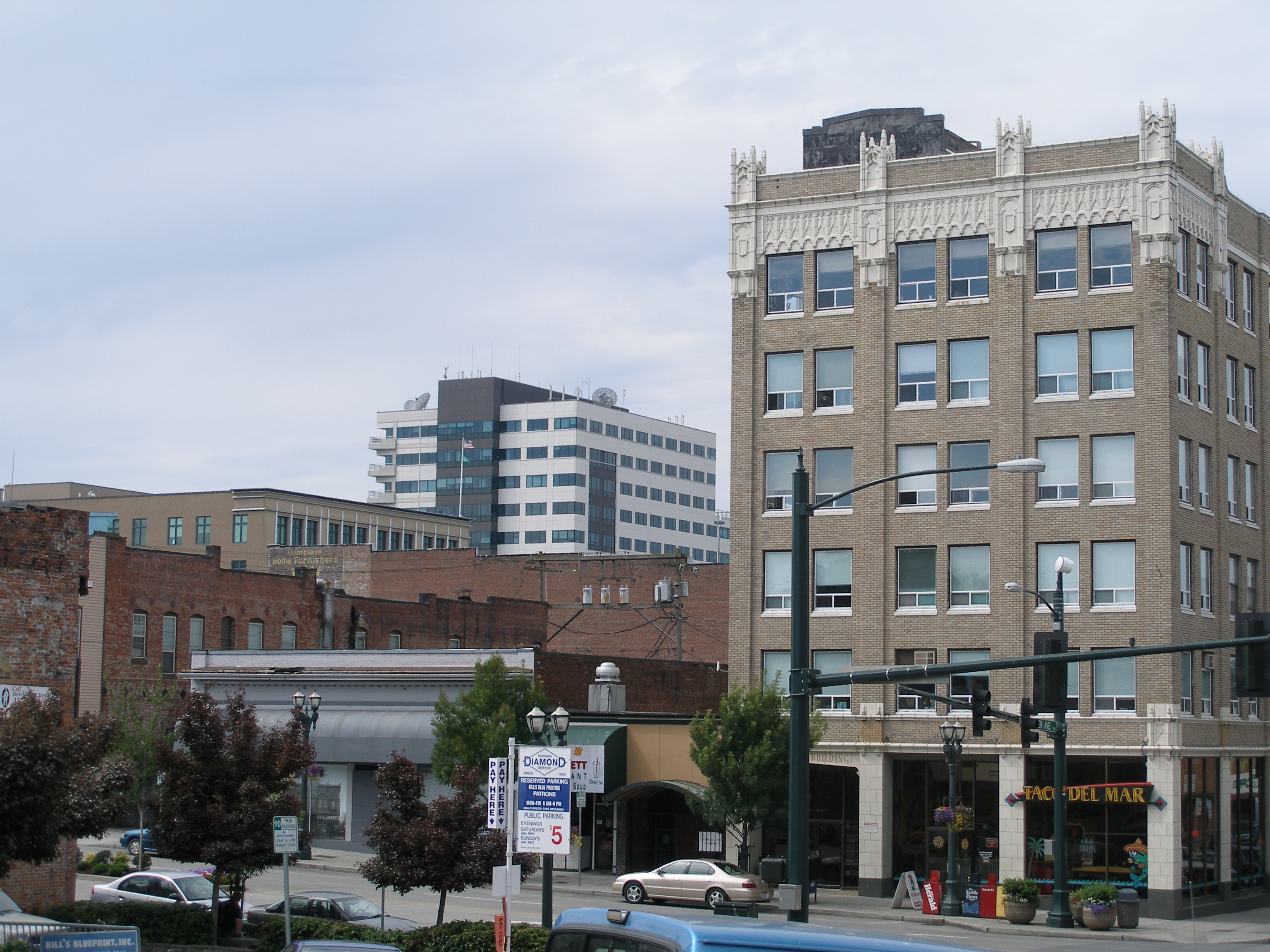
Everett

Principais
- Seattle
- Tacoma
- Bellevue
- Everett

Outras
- Auburn
- Bainbridge Island
- Beaux Arts Village
- Bonney Lake
- Bothell
- Bremerton
- Brier
- Burien
- Des Moines
- Duvall
- Edmonds
- Federal Way
- Issaquah
- Kenmore
- Kent
- Kirkland
- Lake Forest Park
- Lake Stevens
- Lakewood
- Lynnwood
- Maple Valley
- Marysville
- Mercer Island
- Mill Creek
- Mountlake Terrace
- Mukilteo
- Puyallup
- Poulsbo
- Redmond
- Renton
- Sammamish
- SeaTac
- Shoreline
- Silverdale
- Tukwila
- Woodinville
- Woodway

## Transporte
Maiores aeroportos
- Aeroporto Internacional de Seattle-Tacoma
- Aeroporto de Arlington
- Boeing Field
- Harvey Airfield
- Paine Field
- Aeroporto de Renton

Maiores autoestradas
- U.S. Route 2
- Interstate 5
- State Route 7
- State Route 9
- State Route 16
- State Route 18
- Interstate 90
- State Route 99
- U.S. Route 101
- State Route 202
- Interstate 405
- State Route 520
- State Route 522
- Interstate 605 (projeto)
- Interstate 705

Transporte coletivo
- Sound Transit, comboios, autocarros e metrô na área de Puget Sound;
- Community Transit, empresa de transporte público do condado de Snohomish, com exceção de Everett;
- Kink County Metro, empresa de transporte público do condado de King;
- Pierce County, empresa de transporte público do condado de Pierce;
- Everett Transit, empresa de transporte público de Everett.